# 삼국지 가공인물
다음 목록에 있는 인물들은 소설 《삼국지연의》 등 삼국의 역사에 관련하여 창작된 가공인물들이다.

## 삼국지연의

### ㄱ
- 가화(賈華) : 손권 휘하의 장수. 제53회와 제54회에 등장. 자세한 사항은 항목 참조.
- 간휴(干休) 혹은 우휴(于休) : 손휴가 곡아(曲阿)에서 만난 노인. 제113회에서만 등장. 손휴에게 일이 지체되면 필히 변고가 생기니 속히 가라는 말을 올린다. 《삼국지》 손휴전의 ‘行至曲阿, 有老公干休叩頭曰’(곡아에 이르렀을 때, 노인이 감히 손휴에게 조아리며 말하길)[1]이라는 구절에서 '干休'를 인명으로 오인하여 생겨났다.
- 갈옹(葛雍) : 진동장군 관구검 휘하의 장수. 제110회에서만 등장. 관구검의 난에서 요지인 남돈(南頓)을 선점하자는 의견을 내놓아 관구검이 이를 시도하지만 왕기에게 선수를 빼앗긴다. 최후의 전투에서 등애의 일격을 받고 단 1합에 불귀의 객이 된다.
- 고승(高昇) : 황건적 장보의 부장. 제2회에서만 등장. 장비와 겨뤄 수 합 만에 쓰러진다.
- 공경(龔景) : 청주태수. 제1회에서만 등장. 황건적에게 성을 포위당하여 유주태수 유언에게 구원을 청한다. 이에 추정과 유비·관우·장비 삼형제가 출격하여 청주의 황건적을 구축한다.
- 공기(龔起) : 제갈량의 부장. 제97회에서만 등장. 제갈량의 제2차 북벌이 학소로 인해 지체되는 사이 위나라 중앙군 선봉 왕쌍이 온다. 그 영격을 위연, 사웅, 공기가 자원하는데 위연은 주요 무장이라서 사웅과 공기가 각각 3,000명을 끌고 출동한다. 사웅을 물리치고 촉군을 뒤쫓는 왕쌍에게 덤볐다가 3합 만에 전몰한다.
- 공수(孔秀) : 동령관(東嶺關)의 수문장. 제27회에서만 등장. 증빙 문서 없이 지나려고 하는 관우를 저지했다가 오관참육장 중 첫 번째로 절명.
- 공지(鞏志) : 무릉태수 김선의 종사(從事). 제53회에서만 등장. 김선에게 항복을 권했다가 죽을 뻔한다. 김선이 출전했다가 장비의 기백에 눌려 후퇴해온다. 성에 남아있던 공지는 화살을 쏘라 지시하여 김선을 사살하고 장비에게 항복한다. 계양에 있던 유비는 공지로부터 인수(印綬)를 받고 그가 김선의 직위를 대신하게 한다.
- 과정(戈定) : 태사자의 수족이자 장료 밑에서 말을 기르던 마부의 형제. 제53회에서만 등장. 자세한 사항은 항목 참조.
- 곽상(郭常) : 노인. 제28회에서만 등장. 여남으로 향하던 관우 일행을 하루 묵게 해준다. 그 아들이 사냥만 하고 놀러다녀서 걱정이 많다. 아들이 적토마를 훔치다가 발에 차여 비명을 지른 통에 발각된다. 곽상이 달려와 용서를 간청한다.
- 관녕(關寧) : 가공인물 관정의 장남. 제28회에서만 등장. 학문을 익혔다고 한다.
- 관색(關索) : 관우의 삼남. 제87회에 첫 등장하고 제89회에 마지막으로 등장. 자세한 사항은 항목 참조.
- 관정(關定) : 관평의 아버지. 제28회에서만 등장. 하북 가까이에서 유비와 손건을 기다리는 관우를 숙박하게 해준다. 차남 관평을 관우에게 입양시킨다.
- 구련(仇連) : 공손연 토벌군의 우도독. 제106회에서만 등장. 공손연 토벌전에서 가을비가 한 달간 그치지 않고 내려 평지의 수심이 3척(尺)에 이른다. 사마의는 배경의 군영을 옮기자는 청을 단호히 거부하면서 재론하면 참하겠다는 군령을 내린다. 구련이 재청했다가 남문 밖에 효수당한다.
- 구본(丘本) : 등애의 감군(監軍). 제117회에서만 등장. 촉나라 멸망전에서 등애에게 제갈첨에 대한 회유 편지부터 써보라고 진언한다. 제갈첨이 사자를 참수하며 완강히 나오자 등애가 분노하여 출진하려 한다. 구본이 경솔해서는 안 된다며 복병의 이용을 진언하고 등애가 이를 따라 승리를 거둔다.
- 구안(苟安) : 이엄의 도위(都尉). 제100회와 제101회에서 언급. 자세한 사항은 항목 참조.
- 금환삼결(金環三結) : 남만 땅 한 개 동(洞)의 원수(元帥). 제87회에서만 등장. 자세한 사항은 항목 참조.

### ㄴ
- 노손(盧遜) : 촉나라 남정관(南鄭關)의 수장. 제116회에서만 등장. 자세한 사항은 항목 참조.
- 뇌서(雷敍, 雷敘) : 세력가 장수의 장수. 제17회에서만 등장. 남양성(南陽城)으로 남진해오는 조조를 장수가 맞받아칠 때 뇌서와 장선을 대동한다. 이외의 서술은 없다.

### ㄷ
- 담웅(譚雄) : 오나라 하급 무장. 제82회에서만 등장. 이릉 대전에서 이이와 20여 합을 다투던 장포의 말에 화살을 맞춰 찬스를 만들어내지만 이이는 관흥에 의해 머리가 떨어진다. 다음 날, 난전 중에 관흥에게 붙잡히고 진영으로 끌려가 참수당한다. 그 피는 죽은 말의 제사에 쓰인다.
- 당균(黨均) : 위나라 양양 사람. 제113회와 제114회에 등장. 기산(祁山)에서 고전하던 사마망과 등애는 반간계를 써 강유를 회군시키려 한다. 당균이 그 실행책을 자원하여 ‘강유가 유선을 원망하여 위나라로 귀순할 것’이라는 소문을 성도에 퍼트리고 황호에게도 흘린다. 계략 성공 후 낙양의 사마소에게도 보고한다.
- 대래동주(帶來洞主) : 축융부인의 동생이자 팔번부장(八番部長). 제90회에서만 등장. 자세한 사항은 항목 참조.
- 동도나(董荼那) : 남만 땅 한 개 동(洞)의 원수(元帥). 제87회와 제88회에 등장. 자세한 사항은 항목 참조.
- 동희(董禧) : 위나라 장수. 제92회에서만 등장. 제갈량의 제1차 북벌에서의 첫 전투인 봉명산 전투(鳳鳴山―)에서 하후무가 조운군을 상대로 고전한다. 정무가 유인 매복 작전을 건의해 동희는 3만 명으로 왼편에 잠복한다. 걸려든 조운군을 종일 두들기고 끝을 보려는 찰나 후속군으로 당도한 관흥의 청룡도에 머리가 날아간다.
- 두예(杜叡)[2] : 제갈량의 부장. 제102회에서만 등장. 제6차 북벌에 나선 제갈량이 상방곡(上方谷) 혹은 호로곡(葫蘆谷)이라 불리는 골짜기에서 비밀리에 장인 1,000명을 지도하여 목우유마(木牛流馬)를 제조한다. 두예와 호충이 장인들의 감독을 맡는다.
- 두원(杜遠) : 도적. 제27회에서만 언급. 자세한건 항목참조.
- 등무(鄧茂) : 황건적 정원지의 부장. 제1회에서만 등장. 소설 속에서 가장 처음으로 일기토를 벌인다. 장비에게 명치가 찔려 죽는다.
- 등정(鄧程) : 오나라의 관원. 제113회에서만 등장. 손침이 손량을 폐하면서 중서랑(中書郞) 이숭(李崇)은 인수(印綬)를 빼앗게 하고 등정은 이를 맡아두게 한다.

### ㅁ
- 마한(馬漢) : 익주목 유장의 장수. 제65회에서만 등장. 서촉 공방전에서 유준과 같이 면죽(綿竹)을 수복하고자 한다. 조운이 자원해 나가고 유비는 마초에 대한 환영 파티를 마련하는데 채 자리에 앉기도 전에 조운이 두 장수의 머리를 바친다.
- 만정(萬政) : 곽회의 부장. 제95회에서만 등장. 자세한 사항은 항목 참조.
- 망아장(忙牙長) : 남만왕 맹획의 부장. 제87회와 제88회에 등장. 자세한 사항은 항목 참조.
- 맹우(孟優) : 맹획의 동생. 제88회에 첫 등장하고 제90회에 마지막으로 등장. 자세한 사항은 항목 참조.
- 맹절(孟節) : 맹획의 형이자 만안계(萬安溪)에 사는 은자. 제89회에서만 등장. 자세한 사항은 항목 참조.
- 맹탄(孟坦) : 낙양태수 한복의 부장. 제27회에서만 등장. 증빙 문서 없이 지나려고 하는 관우를 가로막았다가 오관참육장 중 두 번째로 절명.
- 모용렬(慕容烈) : 문빙의 부장. 제71회에서만 등장. 한중 공방전에서 황충이 한수 너머 북산의 식량과 꼴을 소각하러 침투했다가 장합과 서황에게 고립된다. 조운이 구출하러 돌입해오자 이를 막아섰다가 송장이 된다.
- 목록대왕(木鹿大王) : 팔납동(八納洞)의 우두머리. 제90회에서만 등장. 자세한 사항은 항목 참조.
- 목순(穆順) : 상당태수 장양의 부장. 제5회에서만 등장. 호뢰관 전투에서 여포에게 맞섰다가 고꾸라진다.
- 목순(穆順) : 후한 환관. 제66회에서만 등장. 자세한 사항은 항목 참조.
- 묘택(苗澤) : 황규 아내의 동생이자 황규의 첩 이춘향과는 사통 관계. 제57회에서만 등장. 자세한 사항은 항목 참조.
- 무안국(武安國) : 북해태수 공융의 부장. 제5회에서만 등장. 호뢰관 전투에서 철퇴를 들고 여포와 맞붙어 십여 합 만에 손목을 잃는다. 팔로 제후의 군사들이 몰려나와 목숨은 건진다.

### ㅂ
- 반봉(潘鳳) : 기주자사 한복의 장수. 제5회에서만 등장. 사수관 전투에서 대부(大斧, 큰 도끼)를 들고 화웅에게 도전했다가 사망한다.
- 반수(潘遂) : 위나라 장수. 제92회에서만 등장. 제갈량의 제1차 북벌에서의 첫 전투인 봉명산 전투에서 하후무가 조운군을 상대로 고전한다. 정무가 유인 매복 작전을 건의해 동희와 설칙은 각각 3만 명으로 잠복하고 반수는 정면에서 조운과 각축하다 3합 만에 내빼면서 꾀어낸다.
- 방열(方悅) : 하내태수 왕광 휘하의 명장. 제5회에서만 등장. 호뢰관 전투에서 여포에게 대적했다가 5합이 되지 않아 저세상으로 간다.
- 배경(裴景) : 공손연 토벌군의 좌도독. 제106회에서만 등장. 공손연 토벌전에서 가을비가 한 달간 그치지 않고 내려 평지의 수심이 3척(尺)에 이른다. 수중 생활이 불편했으므로 사마의에게 군영을 산으로 옮기자고 청했다가 재론하는 이는 참하겠다는 대답만 듣는다.
- 배서(裴緒, 裴緖) : 제갈량의 제1차 북벌에서 그 심복이 안정태수 최량과 천수태수 마준을 속일 때 둘러댄 이름. 본명인지, 작중 존재하는 위나라 무장의 이름인지, 작중 속에서도 가공의 이름인지는 정확하지 않다. 제92회에서만 등장. 자세한 사항은 항목 참조.
- 배원소(裴元紹) : 황건적 잔당이자 주창의 동료. 제28회에서만 등장. 자세한 사항은 항목 참조.
- 범성(范成) : 제14회에서만 언급. 허도 천도 후 조조에 의해 동소와 같이 낙양현령이 된다.
- 변희(卞喜) : 사수관[3]의 수문장. 제27회에서만 등장. 병주 출신으로 본래 황건적이었다가 조조에게 투항한 인물. 유성추를 잘 다룬다. 수문장들을 살해하며 북상하는 관우를 처치하려 했다가 오관참육장 중 네 번째로 절명.
- 보정(普淨) : 진국사(鎭國寺)의 승려이자 관우의 고향 이웃. 제27회에서만 등장. 관우에게 계도(戒刀)를 들고 눈짓함으로써 변희의 함정임을 넌지시 알린다.

### ㅅ
- 사웅(謝雄) : 제갈량의 부장. 제97회에서만 등장. 제갈량의 제2차 북벌이 진창성(陳倉城)의 학소로 인해 지체되는 사이 위나라 중앙군 선봉 왕쌍이 온다. 그 영격을 위연, 사웅, 공기가 자원하는데 위연은 주요 무장이라서 사웅과 공기가 각각 3,000명을 끌고 출동한다. 사웅이 먼저 왕쌍에게 덤볐다가 3합이 안 되어 쪼개진다.
- 사적(史蹟) : 반장의 부장. 이릉 대전에서 황충이 연로한 것을 낮잡아 보고 쟁투했다가 3합이 안 되어 임종한다.
- 설칙(薛則) : 위나라 장수. 제92회에서만 등장. 제갈량의 제1차 북벌에서의 첫 전투인 봉명산 전투에서 하후무가 조운군을 상대로 고전한다. 정무가 유인 매복 작전을 건의해 설칙은 3만 명으로 오른편에 잠복한다. 걸려든 조운군을 종일 두들기고 끝을 보려는 찰나 후속군으로 당도한 장포의 장팔점강모에 머리가 날아간다.
- 소옹(蘇顒) : 곽회의 부장. 제95회에서만 등장. 자세한 사항은 항목 참조.
- 송백(宋白) : 위나라 진현령(愼―, 신현령). 제110회에서만 등장. 도주해온 관구검을 성으로 들여 술에 취하게 만든 후 참하여 그 머리를 나라에 바친다.
- 순우도(淳于導) : 조인의 부장. 제41회에서만 등장. 장판 전투에서 미축을 포박해 가다가 조운에 의해 숨이 끊어진다.
- 순정(荀正) : 원술을 섬긴 기령의 부장. 제14회에서만 등장. 유비군과 기령군이 우이 일대에서 교전하면서 기령과 관우가 30합을 주고받는다. 기령은 잠시 휴식을 청해 물러난 후 순정을 대신 내보낸다. 기령을 찾는 관우에게 무명 장수라며 기령의 적수도 안 된다고 도발했다가 단 1합에 당한다.
- 신명(辛明) : 원소 휘하의 장수. 제30회에서만 등장. 관도 대전에서 역정보에 속은 원소가 신명과 5만 명을 여양(黎陽)으로 보내 전력이 분산된다.

### ㅇ
- 아단(雅丹) : 서강(西羌)의 승상. 제94회에서만 등장. 자세한 사항은 항목 참조.
- 아회남(阿會喃) : 남만 땅 한 개 동(洞)의 원수(元帥). 제87회와 제88회에 등장. 자세한 사항은 항목 참조.
- 악환(鄂煥) : 월수태수[4] 고정의 부장. 제87회에서만 등장. 자세한 사항은 항목 참조.
- 안명(晏明) : 조홍의 부장. 제41회에서만 등장. 장판 전투에서 유선을 품에 안은 조운에게 삼첨양인도(三尖兩刃刀)를 쥐고 싸움을 거는데 3합이 안 되어 세상을 뜬다.
- 양령(楊齡) : 장사태수 한현의 관군교위(管軍校尉). 제53회에서만 등장. 1,000명을 인솔하여 성의 약 50리 밖에서 관우를 요격하는데 3합이 안 되어 유명을 달리한다.
- 양릉(楊陵) : 위나라 남안태수(南安―)이자 양부의 8촌 이상 동생. 제92회에서만 등장. 자세한 사항은 항목 참조.
- 양봉(楊鋒) : 은야동(銀冶洞) 21개 동의 동주. 제89회와 제90회에 등장. 자세한 사항은 항목 참조.
- 양송(楊松) : 한녕태수 장로의 모사이자 양백의 형. 제64회에 첫 등장하고 제67회에 퇴장. 자세한 사항은 항목 참조.
- 엄정(嚴政) : 황건적 장보 휘하의 장수. 제2회에서만 등장. 패색이 짙어지자 장보를 죽이고 주준에게 투항한다.
- 영수(甯隨) : 촉나라 대장군 강유의 부장. 제116회에서만 등장. 촉나라 멸망전에서 옹주자사 제갈서가 음평교두(陰平橋頭)를 확보해 강유의 퇴로를 차단한다. 영수가 공함곡(孔函谷)을 통해 옹주를 습격하는 척하면 제갈서가 옹주로 철수할 것이라 진언한다. 강유가 그렇게 하자 과연 영수의 말처럼 되어 음평을 통과한다.
- 오압옥(吳押獄) : 오씨 성의 압옥. 압옥은 옥졸을 뜻하며 이름은 불명. 제78회에서만 등장. 조조의 과도한 의심으로 옥에 갇힌 화타를 잘 대해준다. 화타가 감동해 자신의 저서 《청낭서》(靑囊書)를 준다. 장례를 치러준 후 청낭서를 익히려는데 부인이 ‘신묘한 의술을 터득한들 화타처럼 비명에 갈 뿐인데 뭔 소용이냐’며 책을 소각한다.
- 오환촉(烏桓觸, 烏丸觸) : 유주자사. 제33회에서만 등장. 자세한 사항은 항목 참조.
- 올돌골(兀突骨) : 오과국(烏戈國)의 임금. 제90회에서만 등장. 자세한 사항은 항목 참조.
- 왕관(王瓘) : 등애의 참군(參軍). 제114회에서만 등장. 자세한 사항은 항목 참조.
- 왕도(王韜) : 사마소의 주부(主簿). 제109회에서만 등장. 사마소와 6,000명이 철롱산(鐵籠山)에서 강유에게 포위당하는데 하나 있는 샘의 수량이 기껏 100명분에 지나지 않는다. 왕도가 후한의 경공(耿恭)이 마른 우물에 절하자 물이 나왔던 사례를 언급하며 기도할 것을 건의한다. 사마소가 이를 따르니 샘물이 솟구쳐 오른다.
- 왕소(汪昭) : 원소의 장남 원담의 대장. 제32회에서만 등장. 여양 전투에서 서황과 싸워 수 합이 되지 않아 낙마한다.
- 왕식(王植) : 형양태수(滎陽―). 제27회에서만 등장. 낙양태수 한복과 절친하다. 관우에게 그 복수를 시도했다가 오관참육장 중 다섯 번째로 절명.
- 왕진(王眞) : 사마망의 무장. 제112회에서만 등장. 장성 전투(長城―)에서 부첨과 결투한다. 십 합도 되지 않아 일부러 빈틈을 보이는 부첨에게 속아 사로잡힌다. 사마망의 가공의 장수 이붕이 구하러 달려오자 부첨은 왕진을 땅에 내동댕이치고 촉나라 군사들이 와서 난자한다.
- 왕후(王垕) : 조조 휘하의 군량 담당 관리. 원술과의 전쟁 중 식량 부족으로 병사들의 불만이 늘어나는 시점에서 조조는 국면의 수습을 위해 왕후를 처형하였다.
- 운영(雲英) : 동승의 시첩(侍妾). 제23회에서만 등장. 동승의 노비 진경동과 사통하다 걸려 장(仗) 40대를 맞는다.
- 월길(越吉) : 서강의 총사령관[元帥, 원수]. 제94회에서만 등장. 자세한 사항은 항목 참조.
- 유달(劉達) : 옹주자사 왕경의 부장. 제110회에서만 등장. 장명, 화영, 유달, 주방이 세트를 이룬다. 적도 전투에서 강유가 조수(洮水)를 등지고 배수진을 친다. 네 부장이 명에 따라 한꺼번에 출진하니 강유가 수 합 만에 물러난다. 이에 왕경이 총공격하는데 실은 포위 작전을 위한 유인책으로 위군이 궤멸당한다.
- 유섭(兪涉) : 남양태수 원술의 부하. 제5회에서만 등장. 사수관 전투에서 화웅과 대결하여 3합도 되지 않아 죽는다.
- 유안(劉安) : 사냥꾼. 제19회에서만 등장. 유비가 소패(小沛)를 잃고 조조에게로 도피하던 중 유안의 집을 거쳐가게 된다. 유안은 유비에게 대접할 음식이 없어 부인을 죽여 요리한다. 유비가 다음 날에야 인육이었음을 알고 슬퍼한다. 노모가 있어 유비를 따라가지는 못하며 이를 들은 조조로부터 금 100냥(兩)을 하사받는다.
- 유준(劉晙) : 유장 휘하의 장수. 제65회에서만 등장. 서촉 공방전에서 마한과 같이 면죽(綿竹)을 수복하고자 한다. 조운이 자원해 나가고 유비는 마초에 대한 환영 파티를 마련하는데 채 자리에 앉기도 전에 조운이 두 장수의 머리를 바친다.
- 유필(劉泌) : 번성현령이자 유봉의 외삼촌. 제36회에서만 등장. 유봉을 유비에게 양자로 준다.
- 유현(劉賢) : 영릉태수 유도(유탁)의 아들. 제52회에서만 등장. 자세한 사항은 항목 참조.
- 유회(劉恢) : 대주(代州) 사람. 제2회에서만 등장. 독우(督郵)를 능욕하여 도망자 신세가 된 유비 삼형제를 숨겨줄 뿐더러 유주목 유우에게 천거까지 한다.
- 이규(李珪) : 형주자사 유표의 막료. 제40회에서만 등장. 자세한 사항은 항목 참조.
- 이붕(李鵬) : 사마망의 무장. 제112회에서만 등장. 장성 전투에서 부첨에게 사로잡힌 동료 무장 왕진을 구하러 달려간다. 부첨을 찌르려는 찰나 부첨이 뒤돌며 사릉철간(四楞鐵簡)으로 얼굴을 가격해 눈알이 튀어나올 정도로 깨진다.
- 이춘향(李春香) : 황규의 첩. 제57회에서만 등장. 사통 관계인 묘택의 술수에 따라 황규에게 ‘유비는 인덕이 있지만 조조는 간웅이라던데 어째선가요?’라며 그 의중을 떠본다. 황규는 술김에 마등과의 조조 암살 계획을 발설한다. 묘택이 조조한테 밀고하고 이춘향만 처로 달라 청하는데 묘택, 이춘향도 황규 일가와 처형된다.

### ㅈ
- 자허상인(紫虛上人) : 삶과 죽음, 귀함과 천함을 꿰뚫어 보는 금병산(錦屛山)의 은자. 제62회에서만 등장. 자세한 사항은 항목 참조.
- 잠벽(岑璧) : 원담 휘하의 장수. 제32회에서만 등장. 원상의 대장 여광의 칼부림에 수 합이 되지 않아 너부러진다.
- 잠위(岑威) : 위나라 진원장군(鎭遠將軍). 제102회에서만 등장. 제6차 북벌에 나선 제갈량이 목우유마를 개발한다. 사마의가 목우유마 몇 개를 탈취하여 2,000여 개로 복제한다. 잠위가 1,000명으로 그 목우유마를 운용해 군량과 꼴을 운반하다가 왕평의 엄습을 받고 숨진다.
- 장구(張球) : 위나라 효장. 제103회에서만 등장. 합비신성 전투에서 조예의 명에 따라 밤중에 화구(火具)를 장비한 5,000명으로 소호(巢湖) 어귀의 오나라 수군 진지를 만총과 양방향에서 급습하여 쳐부수고 전선(戰船), 양식, 꼴, 각종 기구 등을 불사른다.
- 장도(張韜) : 조비의 귀비 곽씨의 측근. 제91회에서만 언급. 황후가 되고 싶어하는 곽씨와 공모한다. 조비가 병이 들자 견부인(진부인)의 궁중에서 조비의 생년월일시가 적힌 오동나무 인형을 발굴했다고 거짓으로 고한다.
- 장명(張明) : 왕경의 부장. 제110회에서만 등장. 장명, 화영, 유달, 주방이 세트를 이룬다. 적도 전투에서 강유가 조수(洮水)를 등지고 배수진을 친다. 네 부장이 명에 따라 한꺼번에 출진하니 강유가 수 합 만에 물러난다. 이에 왕경이 총공격하는데 실은 포위 작전을 위한 유인책으로 위군이 궤멸당한다.
- 장무(張武) : 유표 휘하의 항장. 제34회에서만 등장. 진손과 더불어 강하에서 반란을 일으킨다. 유표에게 의탁하고 있던 유비가 토벌에 나선다. 돌진해온 조운에게 3합이 안 되어 척살당하고 타고 있던 말 적로를 빼앗긴다. 나관중본에서는 장호였는데 모종강본에서 장무가 창조되었다.
- 장보(張普) : 조휴의 대장. 제96회에서만 등장. 석정 전투에서 조휴가 주방의 함정에 빠진다. 장보가 수천 명으로 선봉이 되어 서성과 교전했다가 수 합 만에 후퇴한다. 다시 2만 명으로 석정(石亭) 남쪽에 매복한다. 2경(更), 웬 무리가 오길래 정체를 확인하러 접근했다가 타살된다. 그는 위군의 뒤쪽을 치러오던 주환이었다.
- 장상(張尙) : 서진의 장수. 제120회에서만 등장. 오나라 멸망전에서 달아나려 하던 육경을 벤다.
- 장선(張先) : 세력가 장수의 장수. 제17회에서만 등장. 남양성으로 남진해오는 조조를 장수가 맞받아칠 때 뇌서와 장선을 대동한다. 장선은 허저를 상대했다가 3합 만에 떨궈진다.
- 장절(張節) : 위나라 황문시랑(黃門侍郞). 제119회에서만 등장. 선양을 요구하는 사마염에게 ‘위나라는 조조가 고생해서 일군 나라이며 현 황제인 조환은 덕이 있지 과실은 없다’고 호통친다. 사마염이 ‘조조는 한나라를 찬탈했고 위나라는 사마씨 삼대가 키웠다’고 역정 내자 역적이라 소리친다. 결국 무사들에게 맞아 죽는다.
- 적원(翟元) : 조인의 부장. 제73회에서만 등장. 번성 전투에서 농성을 택하려는 조인에게 ‘동오와 합공하여 형주를 취하려던 참에 관우가 스스로 죽으러 왔다’며 출병을 권한다. 요화와 붙어보는데 지는 척하는 것에 속아 20리를 전진한다. 다음 날도 20여 리를 더 갔다가 조인군은 분쇄되고 적원은 관평에게 최후를 맞는다.
- 정륜(鄭倫) : 등애의 부장. 제113회에서만 등장. 등충과 사찬은 앞에서, 정륜은 굴자군(掘子軍) 500명으로 땅굴을 통해 뒤에서 나와 촉군의 왼쪽 진지를 격파하지만 강유가 침착히 대응한 탓에 본진 공략엔 실패한다. 다시 촉군의 배후를 기습하는 선봉이 되어 나아가는데 강유가 미리 복병으로 배치해둔 요화에게 베인다.
- 정문(鄭文) : 제갈량에게 위장 귀순한 위나라 편장(偏將). 제102회에서만 등장. 자세한 사항은 항목 참조.
- 정원지(程遠志) : 황건적. 제1회에서만 등장. 자세한 사항은 항목 참조.
- 조안(趙顔) : 관로 덕택에 수명을 연장한 청년으로 《수신기》의 ‘안’(顔)이란 인물이 모델이다. 제69회에서만 등장. 자세한 사항은 항목 참조.
- 조영(曹永) : 조인의 부장. 제58회에서만 등장. 동관 전투에서 위수 북쪽으로 도하한 조조를 섬멸하려던 한수와 방덕이 함정에 빠진다. 방덕은 도약하여 구덩이에서 나온 후 보행으로 한수를 구조한다. 조영이 그런 방덕과 맞닥뜨려 삶도, 말도 강탈당한다.
- 조잠(趙岑) : 동탁의 장수. 제5회와 제6회에 등장. 사수관 전투에 참전하며 화웅 사후로도 계속 지키고 있다가 동탁이 낙양을 포기하자 반동탁 연합군에 관을 들어 항복한다.
- 조필(祖弼) : 후한 부보랑(符寶郞). 제80회에서만 등장. 백관들이 헌제에게 양위를 주청한다. 조홍과 조휴도 검을 뽑아 들고 조필에게 옥새를 독촉한다. 조필이 옥새는 천자의 것이라며 완고하게 내주지 않자 조홍은 무사들더러 끌고가 참하라 명한다. 조필은 숨이 넘어갈 때까지 욕설을 그치지 않는다.
- 종보(宗寶) : 공융 휘하의 장수. 제11회에서만 등장. 황건적 관해와 대전했다가 수 합이 되지 않아 생을 마감하게 된다.
- 종신(鍾紳) : 하후돈의 부장이자 종진의 동생. 제41회와 제42회에 등장. 장판 전투에서 종진과 함께 조운을 막는다. 종진을 무찔러 활로를 뚫은 조운을 뒤쫓는다. 화극(畫戟)으로 그 등을 찌르려는데 조운이 말 머리를 돌려 왼손의 창으로는 극을 쳐 내고 오른손의 청강검으론 투구를 내려찍어 머리가 반쪽이 난다.
- 종진(鍾縉) : 하후돈의 부장이자 종신의 형. 제41회와 제42회에 등장. 장판 전투에서 종신과 함께 조운을 막는다. 대부를 내두르는데 3합이 안 되어 숨을 거둔다.
- 종진(鍾進) : 장안군수 종요의 동생. 제58회에서만 등장. 동관 전투에서 장안성의 서문을 담당한다. 3경(更), 성문에 불이 나 급히 진화하는데 느닷없이 출현한 방덕의 칼을 맞고 귀천한다. 방덕이 장안을 점령하기 위해 앞서 잠입해있던 것이었다. 이로 인해 마초·한수군이 입성한다.
- 좌함(左咸) : 손권의 주부(主簿). 제77회에서만 등장. 관우를 살려두어 회유하고 싶어하는 손권에게 ‘지난날 조조가 3일에 한 번 작은 연회, 5일에 한 번 큰 연회, 작위와 금, 은까지 베풀었지만 끝내 마음을 돌리지 못하고 오관참육장을 당했으며 오늘날엔 수도까지 옮긴 뻔했다. 제거하지 않으면 후환이 될 것’이라 진언한다.
- 주방(朱芳) : 왕경의 부장. 제110회에서만 등장. 장명, 화영, 유달, 주방이 세트를 이룬다. 적도 전투에서 강유가 조수(洮水)를 등지고 배수진을 친다. 네 부장이 명에 따라 한꺼번에 출진하니 강유가 수 합 만에 물러난다. 이에 왕경이 총공격하는데 실은 포위 작전을 위한 유인책으로 위군이 궤멸당한다.
- 주선(周善) : 손책 때부터 손권과 친밀했던 장수. 제61회에서만 등장. 자세한 사항은 항목 참조.
- 주창(周倉) : 관우의 심복. 제28회에 첫 등장하고 제77회에 퇴장. 자세한 사항은 항목 참조.
- 주평(周平) : 주태의 동생. 제83회에서만 등장. 이릉 대전에서 하순이 장포를 힘겨워하자 주평이 도우러 달려나간다. 이에 관흥도 출마해온다. 하순이 장포의 장팔모에 찔려 말 아래로 곤두박질치는 것에 주평이 놀라 당황하는 사이 관흥에 의해 세상을 하직한다.
- 증선(曾宣) : 진동대장군 제갈탄 휘하의 장수. 제112회에서만 등장. 더 이상 버틸 수 없을 정도로 전세가 기울었기에 수춘성의 북문을 열어 위군을 들인다.
- 진경동(秦慶童) : 동승의 노비. 제23회에서만 등장. 동승의 시첩인 운영과 사통하다 걸려서 장(仗) 40대를 맞고 감금된다. 깊은 밤 탈출해서는 조조에게 동승 등이 암살 모의를 한 것을 고발한다. 이후의 서술은 없다.
- 진기(秦琪) : 하후돈의 부장이자 채양의 생질. 제27회와 제28회에서 언급. 활주(滑州)의 황하 나루를 경비하다가 오관참육장 중 여섯 번째로 절명.
- 진량(秦良) : 조진의 부장. 제100회에서만 등장. 제갈량의 제4차 북벌에서 조진이 야곡(斜谷)을 수비하는데 전방에 촉군 약간이 나타난다. 진량이 5,000명으로 정찰 및 수색하는데 이미 퇴각한 후다. 오륙십 리를 더 가봐도 없어 일단은 휴식하는데 촉군이 사면에서 급습해온다. 죽기로 저항하다 요화와의 대결로 끝을 맺는다.
- 진명(秦明) : 진랑의 동생. 제102회에서만 등장. 정문이 제6차 북벌에 나선 제갈량에게 거짓 투항한다. 그 구실은 사마의가 사사로운 정에 치우쳐 진랑만 높이고 정문은 지푸라기로 여긴다는 것이었다. 진명이 진랑인 척 행세하며 촉군 병영까지 와 정문에게 싸움을 걸고는 단 1합에 죽임을 당한다.
- 진손(陳孫) : 유표 휘하의 항장. 제34회에서만 등장. 장무와 더불어 강하에서 반란을 일으킨다. 유표에게 의탁하고 있던 유비가 토벌에 나선다. 조운이 장무를 죽이고 끌고 가던 적로를 진손이 되찾으려하다가 장비에게 끝장난다. 나관중본에서는 진생이었는데 모종강본에서 진손이 창조되었다.
- 진원(陳元) : 양호의 부장. 제120회에서만 등장. 육항이 술을 선물하자 간계가 있을지 모른다며 양호에게 마시지 말 것을 진언한다. 양호는 육항이 그럴 리 없다며 태연히 술을 마신다.
- 진응(陳應) : 계양태수 조범의 관군교위(管軍校尉). 제52회에서만 등장. 자세한 사항은 항목 참조.
- 진조(陳造) : 위나라 장수. 제95회에서만 등장. 위군이 가정 전투에서 승리함으로써 제갈량은 제1차 북벌을 관두고 총퇴각한다. 조진과 진조가 이를 추격하다가 산속에 숨어있던 마대와 강유의 습격을 받는다. 조진은 퇴군에 성공하지만 선봉에 있던 진조는 마대로 인해 생명이 꺼진다.
- 진준(陳俊) : 위나라 장수. 사마소의 부하. 제112회에서만 등장. 사마소가 제갈탄의 난을 진압할 때 그 명령에 따라 수레와 병장기, 소, 말, 당나귀, 노새 등에 상품(賞品)들을 실어두고 적이 오자 내버림으로써 적의 장병들이 싸우다 말고 이것들을 취하는 데에 정신이 팔리게 만든다.
- 진횡(陳橫) : 양주자사 유요의 효장. 제15회에서만 등장. 자세한 사항은 항목 참조.

### ㅊ
- 창기(昌奇) : 장로를 섬긴 양임의 부장. 제67회에서만 등장. 양평관 전투에서 하후연과 치고받기를 3합이 안 되어 눈감는다.
- 채중(蔡中) : 채모의 8촌 이상 동생. 제34회에 첫 등장하고 제50회에 퇴장. 자세한 사항은 항목 참조.
- 채화(蔡和) : 채모의 8촌 이상 동생. 제34회에 첫 등장하고 제49회에 퇴장. 자세한 사항은 항목 참조.
- 채훈(蔡勳, 蔡壎) : 채모의 8촌 이상 동생. 제34회와 제45회에 등장. 채모가 유비를 양양성으로 꾀어낸 후 암살하려 할 때 채훈은 북문 밖을 봉쇄한다. 이후 적벽 대전의 전초전에서 앞장서 배를 몰고 가다가 감녕의 화살에 피격당해 거꾸러진다.
- 철리길(徹里吉) : 서강의 국왕. 제94회에서만 등장. 조조 때부터 한나라와 위나라에 조공한다. 제갈량의 제1차 북벌에서 한 차례 패한 조진이 협공 요청을 해온다. 이에 응하라는 승상 아단의 조언을 받아들여 서강병 15만 명을 일으키고 그 지휘는 아단과 월길에게 맡긴다.
- 초병(焦炳) : 위나라 장수. 제71회에서만 등장. 한중 공방전에서 황충이 한수 너머 북산의 식량과 꼴을 소각하러 침투했다가 장합과 서황에게 고립된다. 조운이 구출하러 돌입해오자 이를 막아섰다가 시체가 된다.
- 초선(貂蟬) : 왕윤이 데리고 있던 가희(歌姬). 제8회에 첫 등장하고 제19회에 마지막으로 등장. 자세한 사항은 항목 참조.
- 최량(崔諒) : 위나라 안정태수. 제92회에서만 등장. 자세한 사항은 항목 참조.
- 최용(崔勇) : 곽사의 수하. 제13회에서만 등장. 헌제 탈출전에서 양봉이 곽사의 추격에 대항해 헌제를 보호하려 한다. 최용이 양봉을 도발하자 그 부하 서황이 대부를 휘둘러 단 1합에 말에서 떨어진다.
- 최우(崔禹) : 주연의 부장. 제82회에서만 등장. 자세한 사항은 항목 참조.
- 최의(崔毅) : 최열의 동생이자 은거 중인 선비. 제3회에서만 등장. 두 개의 태양이 자택 뒤로 떨어지는 꿈을 꾸고는 사방을 살피다가 마침 장양과 단규로부터 벗어나 헤매고 있던 소제와 진류왕 유협을 발견하여 대접한다.
- 축융부인(祝融夫人) : 맹획의 아내. 제90회에서만 등장. 자세한 사항은 항목 참조.

### ㅌ
- 타사대왕(朶思大王) : 독룡동(禿龍洞)의 우두머리. 제89회와 제90회에 등장. 자세한 사항은 항목 참조.
- 토안(土安) : 올돌골의 영병부장(領兵俘長). 제90회에서만 등장. 해니와 세트를 이룬다. 올돌골을 따라 도화수(桃花水) 나루로 진군한다. 명을 받고 위연군과 두 차례 전투를 벌여 승전을 보고한다. 이에 올돌골이 전군을 이끌고 깊숙이 들어가기 시작한다. 사실은 제갈량의 유인책으로 반사곡(盤蛇谷)에서 화공을 만나 전멸한다.

### ㅍ
- 팽안(彭安) : 원담의 수하. 제33회에서만 등장. 남피 전투에서 서황에게 수 합이 되지 않아 피살된다.
- 팽화(彭和) : 촉나라 사람. 제117회에서만 등장. 촉나라 멸망전에서 사세가 위급해지자 제갈첨의 명을 받고 오나라에 구원을 청한다.
- 포륭(鮑隆) : 조범의 관군교위(管軍校尉). 제52회에서만 등장. 계양군 영산향(嶺山鄕)의 사냥꾼 출신. 일찍이 활로 호랑이 두 마리를 잡았다. 진응과 같이 기병 500명을 거느리고 조운에게 거짓 투항한다. 모략을 눈치챈 조운이 두 장수를 취하게 만들어 결박해두고 그 병사들을 신문한다. 사실이 드러나 진응과 같이 참수당한다.
- 포소(鮑素) : 촉나라 장수. 제111회에서만 등장. 단곡 전투(段谷―) 도중 기산에서 남안(南安)으로 방향을 돌린 강유 대신 소수의 병력으로 허장성세를 벌여 위군의 시선을 붙잡아두려 한다. 등애 덕분에 이를 간파한 진태군의 공격을 받고 전사한다.

### ㅎ
- 하순(夏恂) : 한당의 부장. 제83회에서만 등장. 이릉 대전에서 장포와 승부를 벌이는데 그 우레 같은 목소리에 겁을 먹고 달아날 틈을 본다. 주태의 가공의 동생 주평이 도우러 달려나오지만 하순은 장포의 장팔모에 찔려 말 아래로 곤두박질한다.
- 하후걸(夏侯傑) : 조조의 무장. 제42회에서만 등장. 장판 전투에서 장비의 고함에 놀란 나머지 간과 쓸개가 파쇄되고 말 아래로 처박힌다. 나관중본에서는 하후패였는데 모종강본에서 하후걸이 창조되었다.
- 하후덕(夏侯德) : 하후상의 형이자 천탕산(天蕩山)을 진수. 제70회와 제71회에서 언급. 자세한 사항은 항목 참조.
- 하후은(夏侯恩) : 조조의 검을 등에 메고 다니는 장수. 제41회에서만 등장. 조조에게는 의천검(倚天劍)과 청강검(靑釭劍)이란 두 보검이 있었는데 그중 청강검을 하후은이 나른다. 장판 전투에서 조운에게 단 1합에 목숨을 잃고 칼도 노획당한다.
- 하후존(夏侯存) : 조인의 효장. 제73회에서만 등장. 번성 전투에서 농성을 택하려는 조인에게 ‘물이 밀려오면 흙으로 막고, 적이 오면 군대로 맞서야 한다’[5]는 속담을 들먹이며 출병을 권한다. 관우의 유인책에 말려들어 조인군은 분쇄되고 하후존은 관우와 교봉하여 단 1합에 황천길로 간다.
- 한경(韓瓊) : 한덕의 셋째 아들. 제92회에서만 등장. 자세한 사항은 항목 참조.
- 한기(韓琪) : 한덕의 넷째 아들. 제92회에서만 등장. 자세한 사항은 항목 참조.
- 한덕(韓德) : 하후무의 소집에 응한 서량의 대장. 제92회에서만 등장. 자세한 사항은 항목 참조.
- 한복(韓福) : 낙양태수. 제27회에서만 등장. 증빙 문서 없이 지나려고 하는 관우를 가로막았다가 오관참육장 중 세 번째로 절명.
- 한영(韓瑛) : 한덕의 첫째 아들. 제92회에서만 등장. 자세한 사항은 항목 참조.
- 한요(韓瑤) : 한덕의 둘째 아들. 제92회에서만 등장. 자세한 사항은 항목 참조.
- 한정(韓禎) : 촉나라 서평관(西平關)의 수장. 제94회에서만 등장. 제1차 북벌을 행하고 있던 제갈량에게 서강군의 침공을 통지한다.
- 해니(奚泥) : 올돌골의 영병부장(領兵俘長). 제90회에서만 등장. 토안과 세트를 이룬다. 올돌골을 따라 도화수 나루로 진군한다. 명을 받고 위연군과 두 차례 전투를 벌여 승전을 보고한다. 이에 올돌골이 전군을 이끌고 깊숙이 들어가기 시작한다. 사실은 제갈량의 유인책으로 반사곡에서 화공을 만나 전멸한다.
- 형도영(邢道榮) : 유도(유탁)의 수하. 제52회에서만 등장. 자세한 사항은 항목 참조.
- 호반(胡班) : 가공인물 호화의 아들이자 형양태수 왕식의 종사(從事). 제27회와 제73회에 등장. 자세한 사항은 항목 참조.
- 호충(胡忠)[2] : 제갈량의 부장. 제102회에서만 등장. 제6차 북벌에 나선 제갈량이 상방곡(上方谷) 혹은 호로곡(葫蘆谷)이라 불리는 골짜기에서 비밀리에 장인 1,000명을 지도하여 목우유마(木牛流馬)를 제조한다. 호충과 두예가 장인들의 감독을 맡는다.
- 호화(胡華) : 가공인물 호반의 아버지. 제27회에서만 등장. 자세한 사항은 항목 참조.
- 화영(花永) : 왕경의 부장. 제110회에서만 등장. 장명, 화영, 유달, 주방이 세트를 이룬다. 적도 전투에서 강유가 조수(洮水)를 등지고 배수진을 친다. 네 부장이 명에 따라 한꺼번에 출진하니 강유가 수 합 만에 물러난다. 이에 왕경이 총공격하는데 실은 포위 작전을 위한 유인책으로 위군이 궤멸당한다.
- 황규(黃奎) : 문하시랑(門下侍郞)이자 황완의 아들. 제57회와 제58회에서 언급. 자세한 사항은 항목 참조.

## 기타
- 마운록(馬雲騄)
- 화만(花鬘)

## 같이 보기
- 삼국지 인물 목록